# Proverbio

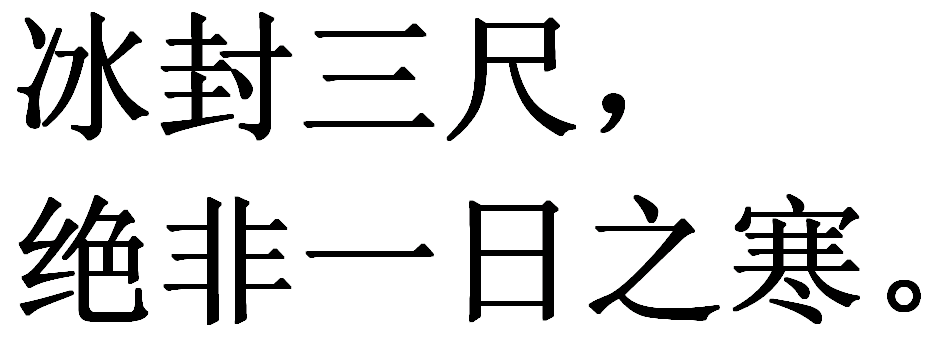
Proverbio chino: Bing feng san chi, jue fei yi ri zhi han. Tres palmos de hielo no se hacen en un día de invierno.

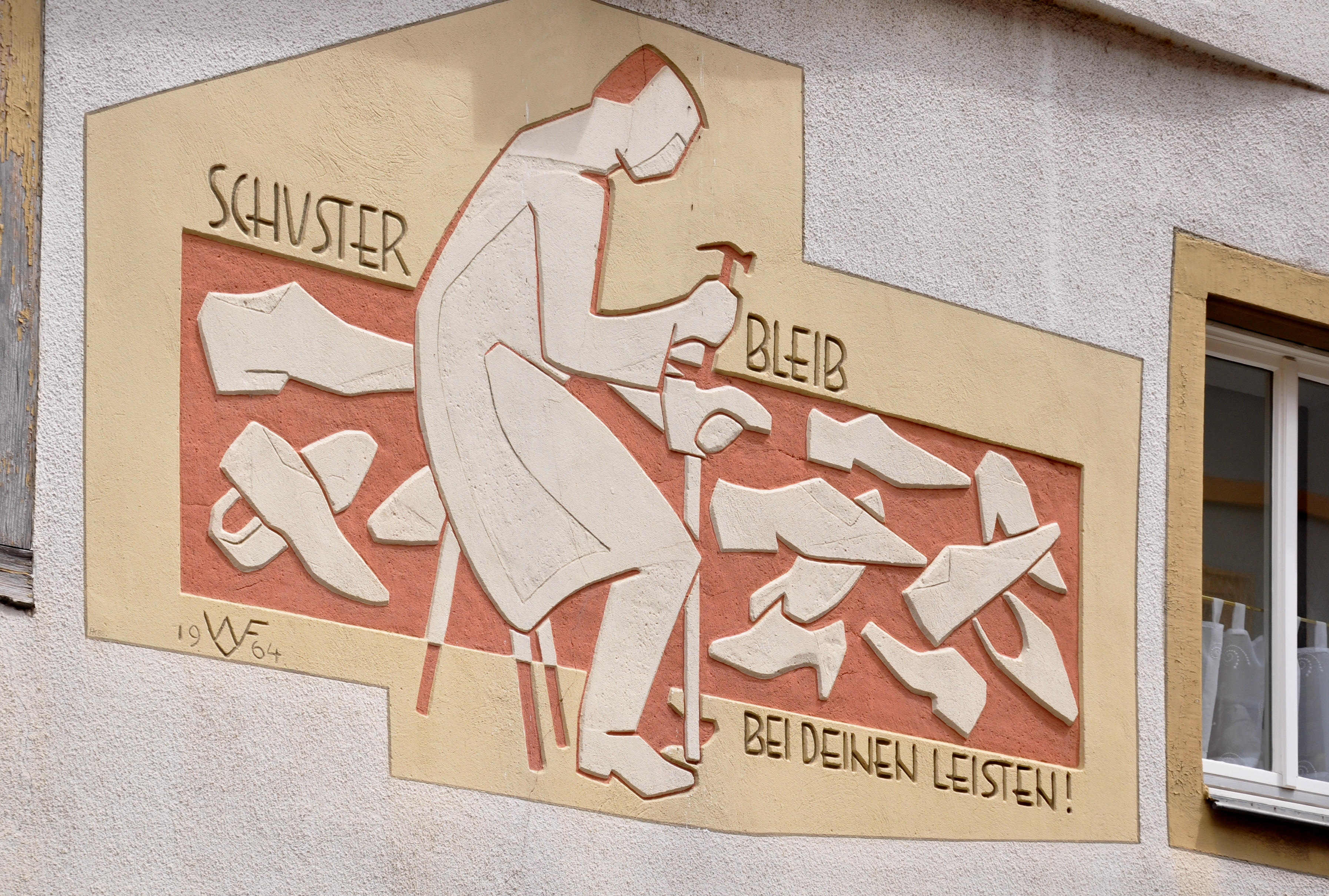
Zapatero, a tus zapatos. (La foto es de Alemania)

El proverbio (del latín proverbium) o adagio (del latín adagium) es un tipo de paremia, definido como enunciado sentencioso de origen conocido y a menudo con autoría, cuyas características más claras son la antigüedad, el tono grave, la gradación idiomática, la potencial variación y el uso preferentemente culto.
Aunque de difícil clasificación, podrían distinguirse algunas familias de proverbios, aleatoriamente enunciados como axiomas, aforismos, adagio o incluso refranes. Así por ejemplo el grupo de proverbios bíblicos, encabezado por el Libro de los proverbios; o bien el conjunto paremiológico en griego y en latín, fruto de las dos grandes culturas de la Antigüedad clásica o periodo greco-romano de la Edad Antigua; además de los llamados ‘proverbios orientales’. También pueden encontrase colecciones enunciadas así en muy diversas otras lenguas o dialectos. Entre las obras ya clásicas de la literatura española pueden mencionarse los Proverbios y cantares de Antonio Machado. 

## Recopilaciones
En un ámbito mundial podrían citarse antiguas colecciones de construcciones proverbiales como:[cita requerida] el Panchatantra hindú, la Gnómica (poesía de la antigua Grecia); el Hávamál de los escandinavos; las Tríadas galesas, de Bretaña; o el mencionado Libro de los Proverbios, atribuido al rey israelita Salomón.
También abundaron las recopilaciones de ‘proverbios’ durante la Edad Media, como el libro de don Sem Tob, aparecido durante el reinado de Pedro I de Castilla, o los de fray Anselm Turmeda en catalán.[cita requerida] Entrado el Renacimiento, ya en el siglo xvi Erasmo incluyó entre sus escritos una colección de adagios. 
Autores conocidos de interesantes colecciones de provebios, refranes, máximas, etc, fueron por ejemplo el español Hernán Núñez de Toledo, los Gruter flamencos y alemanes, los ingleses Howell, Ray, Fielding y Kelly, o los Cornazzano en Italia.

## En la pintura

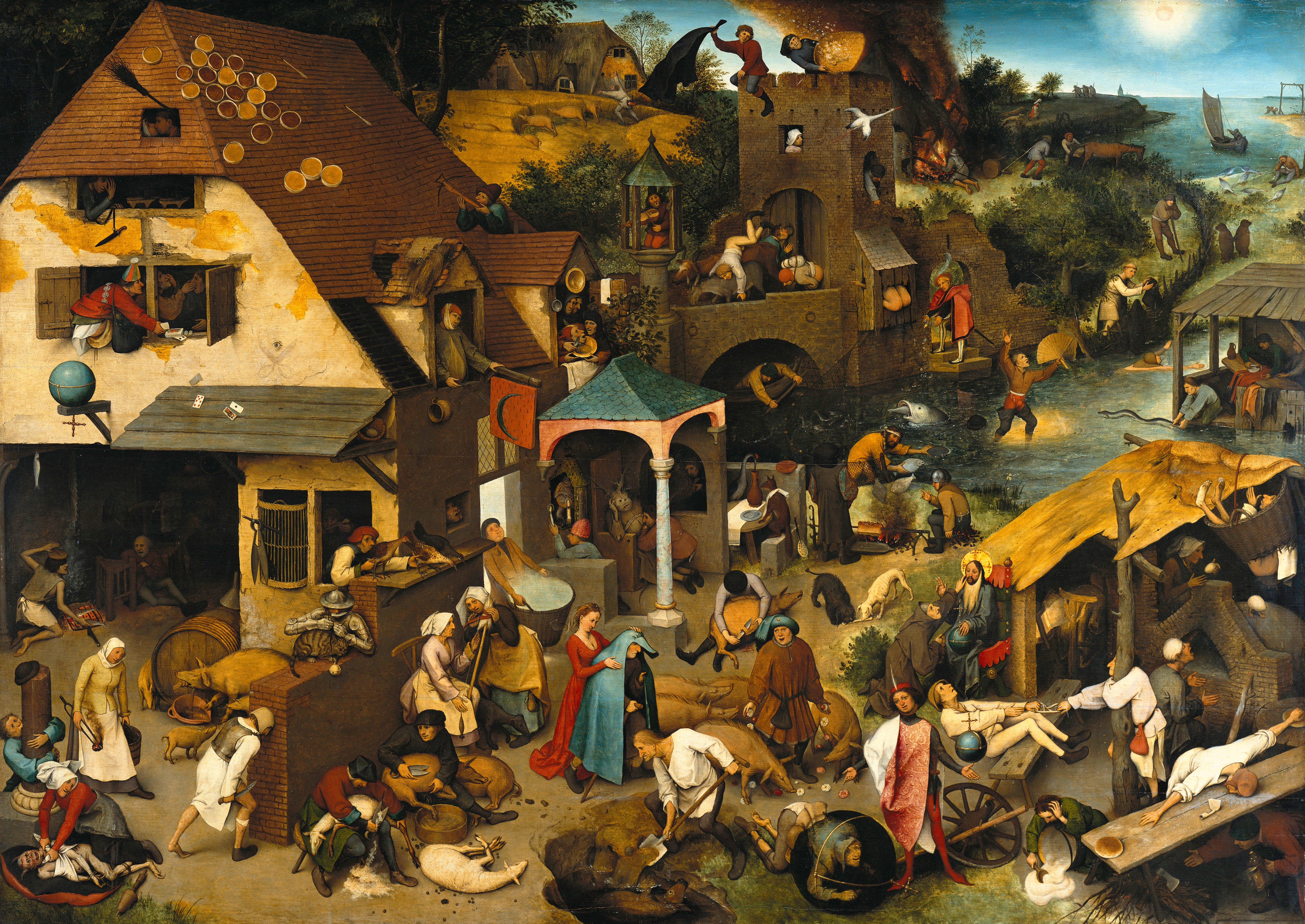
Los proverbios flamencos, cuadro de Pieter Brueghel el Viejo.

La idea del proverbio ha quedado representada en curiosos cuadros como los pintados por Pieter Brueghel el Viejo, y titulados o traducidos al español alternativamente como Proverbios flamencos o Los refranes neerlandeses.